# Première circonscription de la Savoie
La première circonscription de la Savoie est l'une des quatre circonscriptions législatives que compte le département français de la Savoie (73), situé en région Auvergne-Rhône-Alpes.
Elle est représentée à l'Assemblée nationale, lors de la XVIe législature de la Cinquième République, par Marina Ferrari, députée de La République en marche.

## Description géographique et démographique

### De 1958 à 1986
Le département avait trois circonscriptions.
La première circonscription de la Savoie était composée de :
- canton d'Aix-les-Bains
- canton d'Albens
- canton de Chambéry-Nord
- canton du Châtelard
- canton des Échelles
- canton de La Motte-Servolex
- canton du Pont-de-Beauvoisin
- canton de Ruffieux
- canton de Saint-Genix-sur-Guiers
- canton de Saint-Pierre-d'Albigny
- canton d'Yenne

Source : Journal Officiel du 14-15 Octobre 1958.

### De 1988 à 2010
La première circonscription de la Savoie est d'abord délimitée par le découpage électoral de la loi no 86-1197 du 24 novembre 1986 et regroupe alors les divisions administratives suivantes :
- canton d'Aix-les-Bains-Centre
- canton d'Aix-les-Bains-Nord-Grésy
- canton d'Aix-les-Bains-Sud
- canton d'Albens
- canton de Chambéry-Est
- canton de Chambéry-Nord
- canton du Châtelard
- canton des Échelles
- canton de La Motte-Servolex
- canton du Pont-de-Beauvoisin
- canton de Ruffieux
- canton de Saint-Alban-Leysse
- canton de Saint-Genix-sur-Guiers
- canton d'Yenne

### Depuis 2010
Depuis l'ordonnance no 2009-935 du 29 juillet 2009 ratifiée par le Parlement français le 21 janvier 2010 et depuis le redécoupage cantonal de 2014, elle regroupe les divisions administratives suivantes :
- Canton d'Aix-les-Bains-1 ;
- Canton d'Aix-les-Bains-2 ;
- Canton de Bugey savoyard ;
- Canton de La Motte-Servolex ;
- Canton du Pont-de-Beauvoisin (fraction).

Géographiquement, cette circonscription couvre la partie nord de la cluse de Chambéry (comprenant notamment la Motte-Servolex) jusqu'à la Chautagne incluant le lac du Bourget et le bassin d'Aix-les-Bains, ainsi que la partie du Pays de l'Albanais du département de la Savoie. Enfin, tout le territoire de l'Avant-Pays savoyard est inclus dans la circonscription.
D'après l'Institut national de la statistique et des études économiques (INSEE) suivant le recensement de population de 2008, la population totale de cette circonscription est estimée à 105 625 habitants.

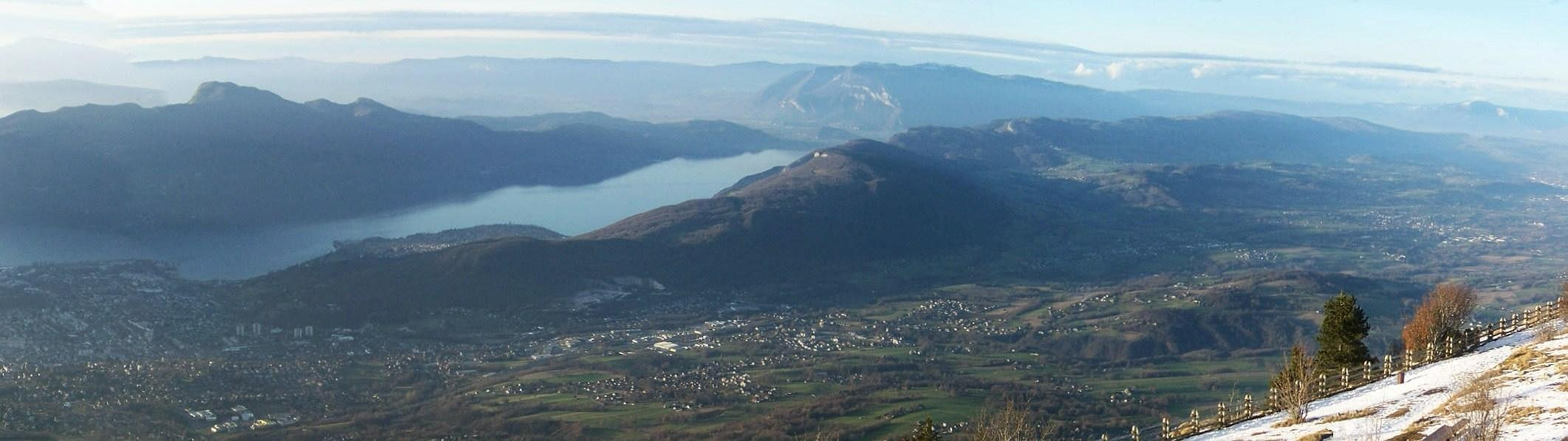
Vue du bassin aixois, de l'Albanais et de l'Avant-Pays derrière le mont du Chat.

## Historique des députations
| Législature | Début de mandat | Fin de mandat  | Député                               | Parti politique | Observations                                                                           |
| ----------- | --------------- | -------------- | ------------------------------------ | --------------- | -------------------------------------------------------------------------------------- |
| IXe         | 23 juin 1988    | 1er avril 1993 | Louis Besson puis Jean-Paul Calloud' | PS              |                                                                                        |
| Xe          | 2 avril 1993    | 21 avril 1997  | Gratien Ferrari,                     | UDF,            | Mandat écourté à la suite d'une dissolution parlementaire décidée par Jacques Chirac.  |
| XIe         | 12 juin 1997    | 18 juin 2002   | Dominique Dord,                      | DL,             |                                                                                        |
| XIIe        | 19 juin 2002    | 19 juin 2007   | Dominique Dord,                      | UMP,            |                                                                                        |
| XIIIe       | 20 juin 2007    | 19 juin 2012   | Dominique Dord                       | UMP             |                                                                                        |
| XIVe        | 20 juin 2012    | 20 juin 2017   | Dominique Dord                       | UMP             |                                                                                        |
| XVe         | 21 juin 2017    | 21 juin 2022   | Typhanie Degois                      | LREM            |                                                                                        |
| XVIe        | 22 juin 2022    | 9 juin 2024    | Marina Ferrari                       | MoDem           | Mandat écourté à la suite d'une dissolution parlementaire décidée par Emmanuel Macron. |

## Historique des élections

### Élections de 1958
|                | Jean Delachenal élu | CNIP           | 21 092 | 51,1   |  |  |  |
|                | Auguste Mudry       | PCF            | 7 118  | 17,25  |  |  |  |
|                | Roland Bellet       | SFIO           | 6 988  | 16,93  |  |  |  |
|                | Henri Viaud         | CR             | 6 077  | 14,72  |  |  |  |
|                |                     |                |        |        |  |  |  |
| Inscrits       | Inscrits            | Inscrits       | 56 979 | 100,00 |  |  |  |
| Abstentions    | Abstentions         | Abstentions    | 14 794 | 25,96  |  |  |  |
| Votants        | Votants             | Votants        | 42 185 | 74,04  |  |  |  |
| Blancs et nuls | Blancs et nuls      | Blancs et nuls | 910    | 2,16   |  |  |  |
| Exprimés       | Exprimés            | Exprimés       | 41 275 | 97,84  |  |  |  |

Paul de Lavareille, conseiller général, était suppléant de Jean Delachenal.

### Élections de 1962
| Candidat       | Candidat                      | Parti          | Premier tour | Premier tour | Second tour | Second tour |  |
| Candidat       | Candidat                      | Parti          | Voix         | %            | Voix        | %           |  |
| -------------- | ----------------------------- | -------------- | ------------ | ------------ | ----------- | ----------- |  |
|                | Jean Delachenal sortant réélu | RI             | 16 415       | 48,53        | 16 194      | 46,36       |  |
|                | Paul Couturier                | UNR-UDT        | 7 157        | 21,16        | 9 925       | 28,41       |  |
|                | Joseph Moiroud                | PCF            | 6 144        | 18,17        | 8 813       | 25,23       |  |
|                | Roland Bellet                 | SFIO           | 4 106        | 12,14        | Retrait     | Retrait     |  |
|                |                               |                |              |              |             |             |  |
| Inscrits       | Inscrits                      | Inscrits       | 56 509       | 100,00       | 56 497      | 100,00      |  |
| Abstentions    | Abstentions                   | Abstentions    | 21 586       | 38,2         | 20 636      | 36,53       |  |
| Votants        | Votants                       | Votants        | 34 923       | 61,8         | 35 861      | 63,47       |  |
| Blancs et nuls | Blancs et nuls                | Blancs et nuls | 1 101        | 3,15         | 929         | 2,59        |  |
| Exprimés       | Exprimés                      | Exprimés       | 33 822       | 96,85        | 34 932      | 97,41       |  |

Paul de Lavareille, conseiller général, conseiller municipal de Chambéry était suppléant de Jean Delachenal.

### Élections de 1967
| Candidat       | Candidat                      | Parti                     | Premier tour | Premier tour | Second tour | Second tour |  |
| Candidat       | Candidat                      | Parti                     | Voix         | %            | Voix        | %           |  |
| -------------- | ----------------------------- | ------------------------- | ------------ | ------------ | ----------- | ----------- |  |
|                | Jean Delachenal sortant réélu | RI                        | 19 912       | 45,77        | 22 409      | 51,06       |  |
|                | Michel Soulié                 | Radical (FGDS)            | 12 262       | 28,18        | 21 480      | 48,94       |  |
|                | Joseph Moiroud                | PCF                       | 7 419        | 17,05        | Retrait     | Retrait     |  |
|                | Victor Coudurier              | Divers droite (Gaulliste) | 3 914        | 9            |             |             |  |
|                |                               |                           |              |              |             |             |  |
| Inscrits       | Inscrits                      | Inscrits                  | 58 820       | 100,00       | 58 797      | 100,00      |  |
| Abstentions    | Abstentions                   | Abstentions               | 14 266       | 24,25        | 14 193      | 24,14       |  |
| Votants        | Votants                       | Votants                   | 44 554       | 75,75        | 44 604      | 75,86       |  |
| Blancs et nuls | Blancs et nuls                | Blancs et nuls            | 1 047        | 2,35         | 715         | 1,6         |  |
| Exprimés       | Exprimés                      | Exprimés                  | 43 507       | 97,65        | 43 889      | 98,4        |  |

Paul de Lavareille était suppléant de Jean Delachenal.

### Élections de 1968
|                | Jean Delachenal sortant réélu | RI (URP)       | 25 219 | 56,96  |  |  |  |
|                | Michel Soulié                 | Radical (FGDS) | 13 223 | 29,87  |  |  |  |
|                | Joseph Moiroud                | PCF            | 5 831  | 13,17  |  |  |  |
|                |                               |                |        |        |  |  |  |
| Inscrits       | Inscrits                      | Inscrits       | 58 843 | 100,00 |  |  |  |
| Abstentions    | Abstentions                   | Abstentions    | 13 692 | 23,27  |  |  |  |
| Votants        | Votants                       | Votants        | 45 151 | 76,73  |  |  |  |
| Blancs et nuls | Blancs et nuls                | Blancs et nuls | 878    | 1,94   |  |  |  |
| Exprimés       | Exprimés                      | Exprimés       | 44 273 | 98,06  |  |  |  |

Paul de Lavareille était suppléant de Jean Delachenal.

### Élections de 1973
| Candidat       | Candidat                | Parti          | Premier tour | Premier tour | Second tour | Second tour |  |
| Candidat       | Candidat                | Parti          | Voix         | %            | Voix        | %           |  |
| -------------- | ----------------------- | -------------- | ------------ | ------------ | ----------- | ----------- |  |
|                | Jean Delachenal sortant | RI (URP)       | 18 528       | 37,39        | 24 950      | 48,75       |  |
|                | Louis Besson élu        | Divers gauche  | 9 325        | 18,82        | 26 231      | 51,25       |  |
|                | Jean-Claude Monin       | PS (UGSD)      | 8 415        | 16,98        | Retrait     | Retrait     |  |
|                | Albert Laurent          | PCF            | 7 231        | 14,59        | Retrait     | Retrait     |  |
|                | Joseph Dardel           | MR             | 6 059        | 12,23        |             |             |  |
|                |                         |                |              |              |             |             |  |
| Inscrits       | Inscrits                | Inscrits       | 64 615       | 100,00       | 64 594      | 100,00      |  |
| Abstentions    | Abstentions             | Abstentions    | 14 188       | 21,96        | 12 303      | 19,05       |  |
| Votants        | Votants                 | Votants        | 50 427       | 78,04        | 52 291      | 80,95       |  |
| Blancs et nuls | Blancs et nuls          | Blancs et nuls | 869          | 1,72         | 1 110       | 2,12        |  |
| Exprimés       | Exprimés                | Exprimés       | 49 558       | 98,28        | 51 181      | 97,88       |  |

Jean Bellemin, artisan, conseiller général du canton de Pont-de-Beauvoisin était suppléant de Louis Besson.

### Élections de 1978
| Candidat       | Candidat                   | Parti          | Premier tour | Premier tour | Second tour | Second tour |  |
| Candidat       | Candidat                   | Parti          | Voix         | %            | Voix        | %           |  |
| -------------- | -------------------------- | -------------- | ------------ | ------------ | ----------- | ----------- |  |
|                | Gratien Ferrari            | UDF (PR)       | 22 676       | 36,24        | 32 273      | 49,23       |  |
|                | Louis Besson sortant réélu | PS             | 22 134       | 35,37        | 33 288      | 50,77       |  |
|                | Jean-Claude Benoit         | PCF            | 7 857        | 12,56        |             |             |  |
|                | Jacques Jond               | UDF (CDS)      | 3 892        | 6,22         |             |             |  |
|                | B. Perrière                | Écologie 78    | 3 754        | 6            |             |             |  |
|                | Pierre-Émile Dubiez        | CNIP           | 1 337        | 2,14         |             |             |  |
|                | Georges Mestres            | LO             | 730          | 1,17         |             |             |  |
|                | Jean-Claude Granjon        | UOPDP          | 192          | 0,31         |             |             |  |
|                |                            |                |              |              |             |             |  |
| Inscrits       | Inscrits                   | Inscrits       | 77 492       | 100,00       | 77 483      | 100,00      |  |
| Abstentions    | Abstentions                | Abstentions    | 14 023       | 18,1         | 10 961      | 14,15       |  |
| Votants        | Votants                    | Votants        | 63 469       | 81,9         | 66 522      | 85,85       |  |
| Blancs et nuls | Blancs et nuls             | Blancs et nuls | 897          | 1,41         | 961         | 1,44        |  |
| Exprimés       | Exprimés                   | Exprimés       | 62 572       | 98,59        | 65 561      | 98,56       |  |

Paulette Bogeat, d'Aix-les-Bains était suppléante de Louis Besson.

### Élections de 1981
|                | Louis Besson sortant réélu | PS             | 28 362 | 50,91  |  |  |  |
|                | Gratien Ferrari            | UDF (PR)       | 21 537 | 38,66  |  |  |  |
|                | Jean-Claude Benoit         | PCF            | 4 012  | 7,20   |  |  |  |
|                | Michel Roux                | MÉP            | 1 801  | 3,23   |  |  |  |
|                |                            |                |        |        |  |  |  |
| Inscrits       | Inscrits                   | Inscrits       | 81 654 | 100,00 |  |  |  |
| Abstentions    | Abstentions                | Abstentions    | 25 494 | 31,22  |  |  |  |
| Votants        | Votants                    | Votants        | 56 160 | 68,78  |  |  |  |
| Blancs et nuls | Blancs et nuls             | Blancs et nuls | 448    | 0,8    |  |  |  |
| Exprimés       | Exprimés                   | Exprimés       | 55 712 | 99,2   |  |  |  |

Paulette Bogeat était suppléante de Louis Besson.

### Élections de 1988
| Candidat       | Candidat                   | Parti          | Premier tour | Premier tour | Second tour | Second tour |  |
| Candidat       | Candidat                   | Parti          | Voix         | %            | Voix        | %           |  |
| -------------- | -------------------------- | -------------- | ------------ | ------------ | ----------- | ----------- |  |
|                | Louis Besson sortant réélu | PS             | 24 764       | 47,56        | 30 542      | 54,39       |  |
|                | Gratien Ferrari sortant    | UDF (PR) (URC) | 19 962       | 38,34        | 25 611      | 45,61       |  |
|                | Christian Vellieux         | FN             | 4 956        | 9,52         |             |             |  |
|                | Roger Gandet               | PCF            | 2 386        | 4,58         |             |             |  |
|                |                            |                |              |              |             |             |  |
| Inscrits       | Inscrits                   | Inscrits       | 80 086       | 100,00       | 80 069      | 100,00      |  |
| Abstentions    | Abstentions                | Abstentions    | 27 471       | 34,3         | 23 033      | 28,77       |  |
| Votants        | Votants                    | Votants        | 52 615       | 65,7         | 57 036      | 71,23       |  |
| Blancs et nuls | Blancs et nuls             | Blancs et nuls | 547          | 1,04         | 883         | 1,55        |  |
| Exprimés       | Exprimés                   | Exprimés       | 52 068       | 98,96        | 56 153      | 98,45       |  |

Le suppléant de Louis Besson était Jean-Paul Calloud, avocat, conseiller municipal d'Aix-les-Bains. Jean-Paul Calloud remplaça Louis Besson, nommé membre du gouvernement, du 30 avril 1989 au 1er avril 1993.

### Élections de 1993
| Candidat       | Candidat                  | Parti          | Premier tour | Premier tour | Second tour | Second tour |  |
| Candidat       | Candidat                  | Parti          | Voix         | %            | Voix        | %           |  |
| -------------- | ------------------------- | -------------- | ------------ | ------------ | ----------- | ----------- |  |
|                | Gratien Ferrari élu       | UDF (PR)       | 17 169       | 30,63        | 28 423      | 50,9        |  |
|                | Jean-Paul Calloud sortant | PS (ADFP)      | 14 006       | 24,98        | 27 420      | 49,1        |  |
|                | Georges Ract              | FN             | 8 120        | 14,48        |             |             |  |
|                | Jean-Pierre Vial          | RPR            | 6 406        | 11,43        |             |             |  |
|                | Colette Trepier           | GÉ (EÉ)        | 4 733        | 8,44         |             |             |  |
|                | Roger Gandet              | PCF            | 3 449        | 6,15         |             |             |  |
|                | Anne-Marie Bernuy         | LT-LNÉ         | 1 695        | 3,02         |             |             |  |
|                | Georges Lasserre          | UDI            | 483          | 0,86         |             |             |  |
|                |                           |                |              |              |             |             |  |
| Inscrits       | Inscrits                  | Inscrits       | 86 311       | 100,00       | 86 314      | 100,00      |  |
| Abstentions    | Abstentions               | Abstentions    | 27 415       | 31,76        | 26 745      | 30,99       |  |
| Votants        | Votants                   | Votants        | 58 896       | 68,24        | 59 569      | 69,01       |  |
| Blancs et nuls | Blancs et nuls            | Blancs et nuls | 2 835        | 4,81         | 3 726       | 6,25        |  |
| Exprimés       | Exprimés                  | Exprimés       | 56 061       | 95,19        | 55 843      | 93,75       |  |

Le suppléant de Gratien Ferrari était Dominique Dord, conseiller régional.

### Élections de 1997
| Candidat       | Candidat                      | Parti             | Premier tour | Premier tour | Second tour | Second tour |  |
| Candidat       | Candidat                      | Parti             | Voix         | %            | Voix        | %           |  |
| -------------- | ----------------------------- | ----------------- | ------------ | ------------ | ----------- | ----------- |  |
|                | Dominique Dord élu            | UDF (PR)          | 18 056       | 32,76        | 31 473      | 53,46       |  |
|                | Thierry Repentin              | PS                | 13 900       | 25,22        | 27 404      | 46,54       |  |
|                | Georges Ract                  | FN                | 9 495        | 17,23        |             |             |  |
|                | Marie-Joëlle Chanoux          | PCF               | 3 498        | 6,35         |             |             |  |
|                | Benoit Leclair                | Les Verts         | 2 601        | 4,72         |             |             |  |
|                | Brigitte Roue                 | GÉ                | 1 476        | 2,68         |             |             |  |
|                | Christian Mottais             | LO                | 1 363        | 2,47         |             |             |  |
|                | Pierre-Marie Michalland       | MPF (LDI)         | 1 344        | 2,44         |             |             |  |
|                | Roger Sibuet                  | Divers droite     | 953          | 1,73         |             |             |  |
|                | Odile Pauliat                 | US4J              | 621          | 1,13         |             |             |  |
|                | Luc Mantello                  | IR                | 398          | 0,72         |             |             |  |
|                | Francis Colonel               | Divers            | 317          | 0,58         |             |             |  |
|                | Philippe Dancet               | Divers droite     | 286          | 0,52         |             |             |  |
|                | Marie-Claude Bonnet Rougemont | Divers écologiste | 275          | 0,5          |             |             |  |
|                | Georges Lasserre              | Extrême droite    | 272          | 0,49         |             |             |  |
|                | Virginie Rastello             | Divers            | 117          | 0,21         |             |             |  |
|                | Ahcene Madani                 | Divers            | 92           | 0,17         |             |             |  |
|                | Frédéric Peigue               | Divers            | 44           | 0,08         |             |             |  |
|                | Laurence Aguettaz             | Divers            | 6            | 0,01         |             |             |  |
|                | Pierre-Louis Perrin           | Divers            | 1            | 0            |             |             |  |
|                |                               |                   |              |              |             |             |  |
| Inscrits       | Inscrits                      | Inscrits          | 88 447       | 100,00       | 88 444      | 100,00      |  |
| Abstentions    | Abstentions                   | Abstentions       | 29 884       | 33,79        | 25 574      | 28,92       |  |
| Votants        | Votants                       | Votants           | 58 563       | 66,21        | 62 870      | 71,08       |  |
| Blancs et nuls | Blancs et nuls                | Blancs et nuls    | 3 448        | 5,89         | 3 993       | 6,35        |  |
| Exprimés       | Exprimés                      | Exprimés          | 55 115       | 94,11        | 58 877      | 93,65       |  |

Le suppléant de Dominique Dord était Claude Giroud, maire d'Albens, conseiller général du canton d'Albens, notaire.

### Élections de 2002
| Candidat       | Candidat                     | Parti            | Premier tour | Premier tour | Second tour | Second tour |  |
| Candidat       | Candidat                     | Parti            | Voix         | %            | Voix        | %           |  |
| -------------- | ---------------------------- | ---------------- | ------------ | ------------ | ----------- | ----------- |  |
|                | Dominique Dord sortant réélu | UMP              | 29 932       | 48,08        | 33 588      | 61,76       |  |
|                | Thierry Repentin             | PS               | 15 240       | 24,48        | 20 797      | 38,24       |  |
|                | Ginette Brault               | FN               | 7 664        | 12,31        |             |             |  |
|                | Benoit Leclair               | Les Verts        | 2 311        | 3,71         |             |             |  |
|                | Sophie Coquemer              | PCF              | 1 535        | 2,47         |             |             |  |
|                | Joël Ducros                  | S&P              | 1 049        | 1,69         |             |             |  |
|                | Antonella Vuono              | LCR              | 1 000        | 1,61         |             |             |  |
|                | Luc Mantello                 | Pôle républicain | 840          | 1,35         |             |             |  |
|                | Nicole Mina                  | MNR              | 588          | 0,94         |             |             |  |
|                | Françoise Lainez             | LO               | 538          | 0,86         |             |             |  |
|                | Roger Sibuet                 | Divers droite    | 471          | 0,76         |             |             |  |
|                | Jacques Lesbaches            | GÉ               | 383          | 0,62         |             |             |  |
|                | Christine de Fontaines       | MPF              | 362          | 0,58         |             |             |  |
|                | Christophe Oddoux            | ND               | 197          | 0,32         |             |             |  |
|                | Hélène Feo                   | Divers           | 143          | 0,23         |             |             |  |
|                |                              |                  |              |              |             |             |  |
| Inscrits       | Inscrits                     | Inscrits         | 97 902       | 100,00       | 97 900      | 100,00      |  |
| Abstentions    | Abstentions                  | Abstentions      | 34 605       | 35,35        | 41 599      | 42,49       |  |
| Votants        | Votants                      | Votants          | 63 297       | 64,65        | 56 301      | 57,51       |  |
| Blancs et nuls | Blancs et nuls               | Blancs et nuls   | 1 044        | 1,65         | 1 916       | 3,4         |  |
| Exprimés       | Exprimés                     | Exprimés         | 62 253       | 98,35        | 54 385      | 96,6        |  |

Le suppléant de Dominique Dord était Claude Giroud.

### Élections de 2007
|                | Dominique Dord sortant réélu | UMP            | 32 621  | 51,39  |  |  |  |
|                | Virginie Ferroux             | PS             | 12 163  | 19,16  |  |  |  |
|                | Yann Bezat                   | UDF–MoDem      | 5 777   | 9,10   |  |  |  |
|                | Nicole Guilhaudin            | Les Verts      | 3 600   | 5,67   |  |  |  |
|                | Véronique Drapeau            | FN             | 3 207   | 5,05   |  |  |  |
|                | Djamel Keriche               | PCF            | 1 646   | 2,59   |  |  |  |
|                | Nabil Yahiaoui               | LCR            | 1 590   | 2,50   |  |  |  |
|                | Jean-François Portay         | MPF            | 850     | 1,34   |  |  |  |
|                | Jacques Girard               | Divers droite  | 806     | 1,27   |  |  |  |
|                | Mireille Bouvier             | Divers         | 689     | 1,09   |  |  |  |
|                | Françoise Lainez             | LO             | 527     | 0,83   |  |  |  |
|                | Geneviève Dupretz            | Régionaliste   | 3       | 0,00   |  |  |  |
|                |                              |                |         |        |  |  |  |
| Inscrits       | Inscrits                     | Inscrits       | 109 016 | 100,00 |  |  |  |
| Abstentions    | Abstentions                  | Abstentions    | 44 653  | 40,96  |  |  |  |
| Votants        | Votants                      | Votants        | 64 363  | 59,04  |  |  |  |
| Blancs et nuls | Blancs et nuls               | Blancs et nuls | 884     | 1,37   |  |  |  |
| Exprimés       | Exprimés                     | Exprimés       | 63 479  | 98,63  |  |  |  |

Le suppléant de Dominique Dord était Claude Giroud.

### Élections de 2012
| Candidat       | Candidat                     | Parti          | Premier tour | Premier tour | Second tour | Second tour |  |
| Candidat       | Candidat                     | Parti          | Voix         | %            | Voix        | %           |  |
| -------------- | ---------------------------- | -------------- | ------------ | ------------ | ----------- | ----------- |  |
|                | Dominique Dord sortant réélu | UMP            | 22 252       | 46,02        | 26 052      | 59,61       |  |
|                | Alain Caraco                 | EÉLV (PS)      | 13 919       | 28,79        | 17 653      | 40,39       |  |
|                | Véronique Drapeau            | FN (RBM)       | 7 471        | 15,45        |             |             |  |
|                | Brigitte Andreys             | PCF (FG)       | 2 426        | 5,02         |             |             |  |
|                | Frédéric Exertier            | MHAN           | 668          | 1,38         |             |             |  |
|                | Myriam Combet                | NPA            | 506          | 1,05         |             |             |  |
|                | Laurent Levrot               | AÉI            | 491          | 1,02         |             |             |  |
|                | Magalie Perriau              | MÉI            | 452          | 0,93         |             |             |  |
|                | Françoise Lainez             | LO             | 165          | 0,34         |             |             |  |
|                |                              |                |              |              |             |             |  |
| Inscrits       | Inscrits                     | Inscrits       | 82 250       | 100,00       | 82 250      | 100,00      |  |
| Abstentions    | Abstentions                  | Abstentions    | 33 208       | 40,37        | 37 312      | 45,36       |  |
| Votants        | Votants                      | Votants        | 49 042       | 59,63        | 44 938      | 54,64       |  |
| Blancs et nuls | Blancs et nuls               | Blancs et nuls | 692          | 1,41         | 1 233       | 2,74        |  |
| Exprimés       | Exprimés                     | Exprimés       | 48 350       | 98,59        | 43 705      | 97,26       |  |

Le suppléant de Dominique Dord était Claude Giroud.

### Élections de 2017
|                                                                           |                                                                                         |                           |                           |                          |                          |
|                                                                           |                                                                                         | Premier tour 11 juin 2017 | Premier tour 11 juin 2017 | Second tour 18 juin 2017 | Second tour 18 juin 2017 |
|                                                                           |                                                                                         |                           |                           |                          |                          |
|                                                                           |                                                                                         | Nombre                    | % des inscrits            | Nombre                   | % des inscrits           |
| Inscrits                                                                  | Inscrits                                                                                | 87 089                    | 100,00                    | 87 096                   | 100,00                   |
| Abstentions                                                               | Abstentions                                                                             | 44 004                    | 50,53                     | 45 815                   | 52,60                    |
| Votants                                                                   | Votants                                                                                 | 43 085                    | 49,47                     | 41 281                   | 47,40                    |
|                                                                           |                                                                                         |                           | % des votants             |                          | % des votants            |
| Bulletins blancs                                                          | Bulletins blancs                                                                        | 446                       | 1,04                      | 1 997                    | 4,84                     |
| Bulletins nuls                                                            | Bulletins nuls                                                                          | 180                       | 0,42                      | 1 154                    | 2,80                     |
| Suffrages exprimés                                                        | Suffrages exprimés                                                                      | 42 459                    | 98,55                     | 38 130                   | 92,37                    |
|                                                                           |                                                                                         |                           |                           |                          |                          |
| Candidat Étiquette politique (partis et alliances)                        | Candidat Étiquette politique (partis et alliances)                                      | Voix                      | % des exprimés            | Voix                     | % des exprimés           |
|                                                                           |                                                                                         |                           |                           |                          |                          |
|                                                                           | Typhanie Degois La République en marche (Mouvement démocrate)                           | 14 330                    | 33,75                     | 19 355                   | 50,76                    |
|                                                                           | Dominique Dord (député sortant) Les Républicains (Union des démocrates et indépendants) | 12 531                    | 29,51                     | 18 775                   | 49,24                    |
|                                                                           | Jean-Pierre Chauveau Front national                                                     | 4 721                     | 11,12                     |                          |                          |
|                                                                           | Thierry Bonnamour La France insoumise                                                   | 4 556                     | 10,73                     |                          |                          |
|                                                                           | Fatiha Brunetti Parti socialiste                                                        | 1 835                     | 4,32                      |                          |                          |
|                                                                           | Caroline Carron Sans étiquette                                                          | 1 171                     | 2,76                      |                          |                          |
|                                                                           | Frédéric Exertier Écologiste (Confédération pour l'homme, l'animal et la planète)       | 839                       | 1,98                      |                          |                          |
|                                                                           | Marie-Françoise Delsart Divers (Mouvement citoyen de Savoie)                            | 712                       | 1,68                      |                          |                          |
|                                                                           | Sylvain Socquet-Juglard Alliance écologiste indépendante                                | 631                       | 1,49                      |                          |                          |
|                                                                           | Jean Chrétien Divers (Savoie fédérale)                                                  | 409                       | 0,96                      |                          |                          |
|                                                                           | Raphaëlle Petit Union populaire républicaine                                            | 285                       | 0,67                      |                          |                          |
|                                                                           | Claire Schwab Parti animaliste                                                          | 232                       | 0,55                      |                          |                          |
|                                                                           | Véronique Duperron Lutte ouvrière                                                       | 207                       | 0,49                      |                          |                          |
| Source : Ministère de l'Intérieur - Première circonscription de la Savoie |                                                                                         |                           |                           |                          |                          |

### Élections de 2022
Les élections législatives françaises de 2022 ont lieu les dimanches 12 et 19 juin 2022.
| Résultats des élections législatives des 12 et 19 juin 2022 de la 1re circonscription de Savoie |                          |                          |                          |              |              |             |             |
| Candidat                                                                                        | Candidat                 | Parti et coalition       | Nuance                   | Premier tour | Premier tour | Second tour | Second tour |
| Candidat                                                                                        | Candidat                 | Parti et coalition       | Nuance                   | Voix         | %            | Voix        | %           |
|                                                                                                 | Marina Ferrari           | MoDem (ENS)              | ENS                      | 12 700       | 27,40        | 24 051      | 59,33       |
|                                                                                                 | Christel Granata         | PCF (NUPES)              | NUP                      | 9 933        | 21,43        | 16 490      | 40,67       |
|                                                                                                 | Manon Deruem             | RN                       | RN                       | 9 247        | 19,95        |             |             |
|                                                                                                 | Karine Dubouchet         | LR (UDC)                 | LR                       | 5 677        | 12,25        |             |             |
|                                                                                                 | Jean-Claude Croze        | H diss.                  | DVD                      | 2 490        | 5,37         |             |             |
|                                                                                                 | Béatrix Millord          | REC                      | REC                      | 1 648        | 3,56         |             |             |
|                                                                                                 | Frédéric Exertier        | MHAN (TUPV)              | ECO                      | 1 545        | 3,33         |             |             |
|                                                                                                 | Christian Roussel        | SE                       | DIV                      | 835          | 1,80         |             |             |
|                                                                                                 | Thierry Bardagi          | EAC                      | DIV                      | 719          | 1,55         |             |             |
|                                                                                                 | Pierre Lafargue          | LP (UPF)                 | DSV                      | 621          | 1,34         |             |             |
|                                                                                                 | Rodolphe Guilhot         | MRS (RPS)                | REG                      | 595          | 1,28         |             |             |
|                                                                                                 | Adrien Casejuane         | LO                       | DXG                      | 259          | 0,56         |             |             |
|                                                                                                 | Jean-Pierre Chauveau     | SE                       | DSV                      | 73           | 0,16         |             |             |
|                                                                                                 |                          |                          |                          |              |              |             |             |
| Votes exprimés                                                                                  | Votes exprimés           | Votes exprimés           | Votes exprimés           | 46 342       | 98,33        | 40 541      | 91,46       |
| Votes blancs                                                                                    | Votes blancs             | Votes blancs             | Votes blancs             | 574          | 1,22         | 2 656       | 5,99        |
| Votes nuls                                                                                      | Votes nuls               | Votes nuls               | Votes nuls               | 213          | 0,45         | 1 129       | 2,55        |
| Total                                                                                           | Total                    | Total                    | Total                    | 47 129       | 100          | 44 326      | 100         |
| Abstention                                                                                      | Abstention               | Abstention               | Abstention               | 46 369       | 49,59        | 49 199      | 52,61       |
| Inscrits / participation                                                                        | Inscrits / participation | Inscrits / participation | Inscrits / participation | 93 498       | 50,41        | 93 525      | 47,39       |

### Élections de 2024
| Candidat                 | Candidat                 | Parti et coalition       | Nuance                   | Premier tour | Premier tour | Second tour | Second tour |
| Candidat                 | Candidat                 | Parti et coalition       | Nuance                   | Voix         | %            | Voix        | %           |
| ------------------------ | ------------------------ | ------------------------ | ------------------------ | ------------ | ------------ | ----------- | ----------- |
|                          | Typhanie Degois          | RAD (RN)                 | UXD                      | 23 992       | 36,13        | 27 170      | 41,92       |
|                          | Marina Ferrari           | MoDem (ENS)              | ENS                      | 23 381       | 35,24        | 37 644      | 58,08       |
|                          | Christel Granata         | PCF (NFP)                | UG                       | 15 212       | 22,93        | Retrait     | Retrait     |
|                          | Frédéric Exertier        | UNIV (TUPV)              | ECO                      | 2 292        | 3,45         |             |             |
|                          | Guy-Alain Peyrard        | REC                      | REC                      | 828          | 1,25         |             |             |
|                          | Adrien Casejuane         | LO                       | EXG                      | 450          | 0,68         |             |             |
|                          | Jean-Pierre Chauveau     | ASP                      | DSV                      | 193          | 0,29         |             |             |
|                          |                          |                          |                          |              |              |             |             |
| Suffrages exprimés       | Suffrages exprimés       | Suffrages exprimés       | Suffrages exprimés       | 66 348       | 97,48        |             |             |
| Votes blancs             | Votes blancs             | Votes blancs             | Votes blancs             | 1 130        | 1,66         |             |             |
| Votes nuls               | Votes nuls               | Votes nuls               | Votes nuls               | 585          | 0,86         |             |             |
| Total                    | Total                    | Total                    | Total                    | 68 063       | 100          |             | 100         |
| Abstention               | Abstention               | Abstention               | Abstention               | 26 053       | 27,68        |             |             |
| Inscrits / participation | Inscrits / participation | Inscrits / participation | Inscrits / participation | 94 116       | 72,32        |             |             |

#### Département de la Savoie
- La fiche de l'INSEE de cette circonscription : « Tableaux et Analyses de la première circonscription de la Savoie », sur insee.fr, site de l'Institut national de la statistique et des études économiques (consulté le 10 juin 2007) [PDF]

- « Tous les députés du département de la Savoie depuis 1789 » [archive du 28 septembre 2007], sur assemblee-nationale.fr, site de l'Assemblée nationale française (consulté le 10 juin 2007)

- « Informations contentieuses sur le département de la Savoie (Élections législatives de 2002) »(Archive.org • Wikiwix • Archive.is • Google • Que faire ?), sur conseil-constitutionnel.fr, site du Conseil constitutionnel (consulté le 13 juin 2007)

#### Circonscriptions en France
- « Carte des circonscriptions législatives en France », sur assemblee-nationale.fr, site de l'Assemblée nationale française (consulté le 10 juin 2007)

- « Résultats électoraux officiels en France »(Archive.org • Wikiwix • Archive.is • Google • Que faire ?), sur interieur.gouv.fr, site du ministère de l'Intérieur (France) (consulté le 13 juin 2007)

- Description et Atlas des circonscriptions électorales de France sur http://www.atlaspol.com, Atlaspol, site de cartographie géopolitique, consulté le 13 juin 2007.